# あがさクリスマス
あがさクリスマス（1955年 - ）は、日本の著作家。福島県立の高校学校の元国語教諭。読書大国を提言。
本名、増子 勝、福島県郡山市出身。福島県立安積高等学校卒業。早稲田大学大学院教育学研究科修了。2007年､『図書館のすぐれちゃん』を刊行。福島県立郡山東高等学校で図書館長をしていた時､その図書館に集う生徒たちとの心の交流を本にしたもの。キャッチフレーズに「読書大国」「読書の神様」「本は無限大」をかかげ､高校生の読書離れを危惧し、活動の幅を広げた。
古文漢文では、日本初の古典文学読解法の実践本『現代文de古文』（真珠書院）『現代文de漢文』（愛の四つ葉社）『3分de源氏物語』『現代文de平家物語』などを刊行。
東日本大震災をきっかけに、世界初の震災詩集『荒野の月』（本の泉社）を刊行。東日本復興絆CDとして、｢あなたのいじめ」「クリスマスキャロル」「コーヒーの香り」「思い出の城思い出の桜」「幻想滝桜」「クラスノート」「ああ幸村！良き時武将よ」「懐かしき会津の里」「道」などを制作した。

## 著書
- 図書館のすぐれちゃん（真珠書院、2007年）
- 現代文de古文 （真珠書院、2010年）
- 荒野の月（本の泉社、2011年） - 詩集
- 現代文de舞姫（愛の四つ葉社、2013年）
- 現代文de漢文（愛の四つ葉社、2013年）
- 現代文de漢文2（愛の四つ葉社、2013年）
- 現代文de漢文3（愛の四つ葉社、2014年）
- 現代文de古文2（愛の四つ葉社、2014年）
- 現代文de滝口入道（愛の四つ葉社、2018年）
- 3分de源氏物語Ⅰ（愛の四つ葉社、2020年）
- 3分de源氏物語Ⅱ（愛の四つ葉社、2020年）
- 3分de源氏物語Ⅲ（愛の四つ葉社、2020年）
- 3分de源氏物語Ⅰ～Ⅳ（愛の四つ葉社、2020年）